# Chiesa di San Nicola da Tolentino (Cervo)
La chiesa di San Nicola da Tolentino è un luogo di culto cattolico situato nel comune di Cervo, in via San Nicola, in provincia di Imperia.

## Storia e descrizione

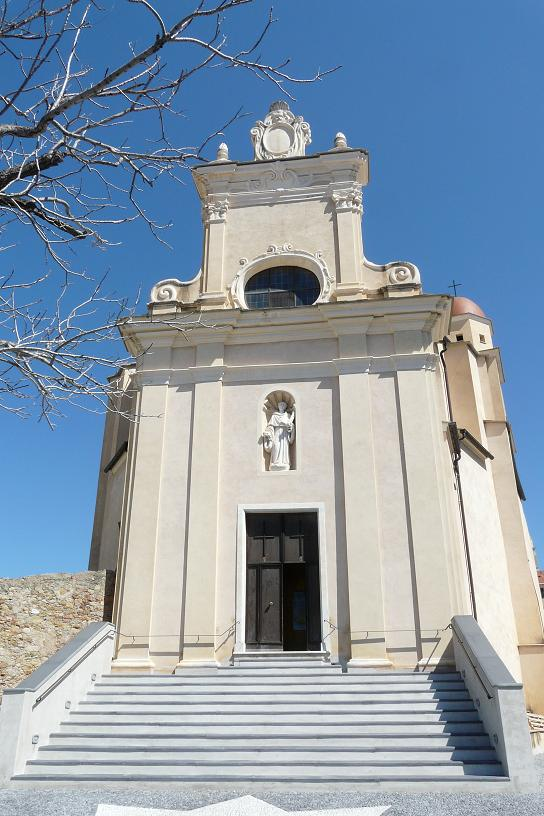
La facciata del complesso

La chiesa fu la prima parrocchiale del borgo, intitolata a san Giorgio di Cappadocia. Secondo alcuni studi la sua costruzione primitiva, nelle forme ottagonali, fu eretta sulle rovine di un antico tempio pagano.
La struttura fu ricostruita più volte nella sua storia, finché venne abbandonata nella metà del XVI secolo per le continue distruzione da parte dei Barbari.
Sede del cimitero del borgo, come attesta un documento del 6 aprile 1600 la chiesa fu ceduta dalla comunità ai frati agostiniani della Consolazione di Genova, con il patto di erigere accanto un convento e di effettuare lavori di conservazione alla chiesa stessa (conclusi nel 1750). Il convento venne poi intitolato a santa Maria delle Grazie e abitato dai frati fino al 1798, anno in cui fu confiscato dai soldati di Napoleone Bonaparte. Un libro del 1865 conferma la nuova intitolazione a san Nicola da Tolentino.

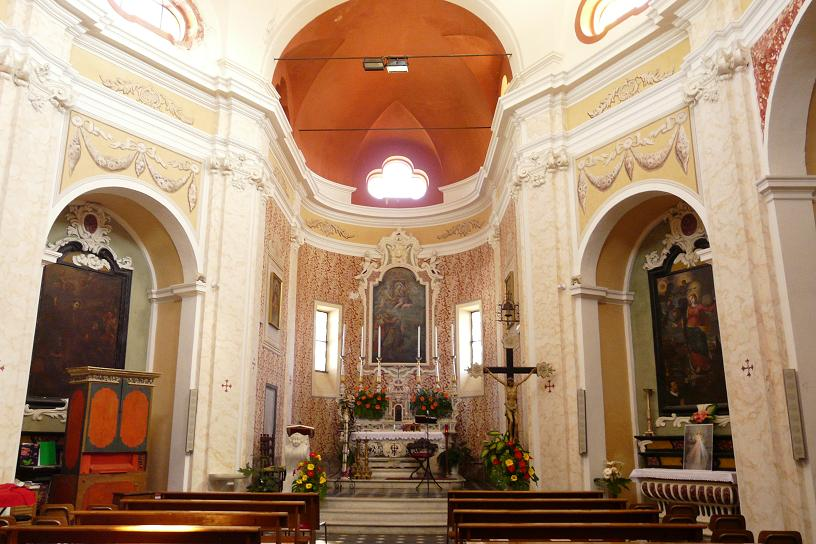
La navata interna

L'altare maggiore in marmo policromi fu portato in data imprecisata dal convento di Santa Caterina di Finalborgo per poi, nel 1913, essere nuovamente trasferito nell'oratorio dei Disciplinanti della frazione finalese di Gorra; nel 1987 l'altare in marmo policromi fu nuovamente spostato nella chiesa di San Nicola da Tolentino. Al 1668 è datato il campanile.
Alcuni lavori di restauro risalgono al 1985, divisi in tre lotti, che terminarono nel 1991.

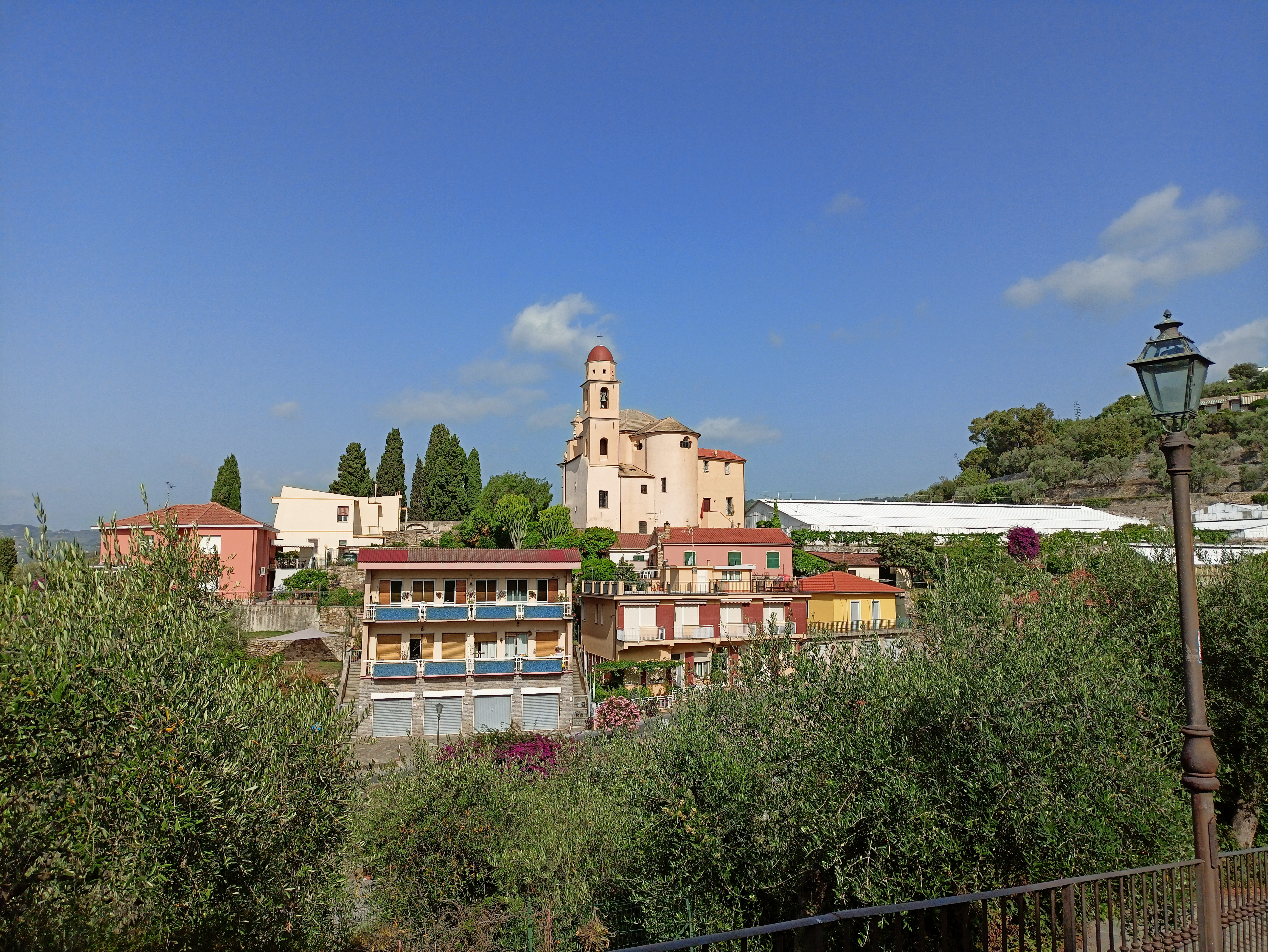
Vista posteriore

Successivamente sono stati eseguiti i lavori di recupero delle forme originarie del sagrato ad opera dell'architetto Mario Clemente Rossi. La scalinata di accesso fu costruita contemporaneamente alla chiesa su forma rettangolare ad unica rampa e marginata ai lati da due muretti di sicurezza. Tale scalinata fu demolita nel 1991-1992 per fare posto ad una nuova rampa a pianta semiottagonale. I lavori del sagrato hanno quindi ricondotto la scalinata di ingresso secondo la forma originaria, corredata di una seduta posta a margine del muro di confine, al fine di offrire ai fedeli un accogliente spazio di sosta e meditazione.